# Adelphi Edizioni
Adelphi Edizioni ist ein renommierter italienischer Buch-Verlag mit Sitz in Mailand, der zahlreiche moderne Klassiker im Programm hat. 

## Geschichte
Der Verlag wurde im Jahr 1962 von Luciano Foà und Roberto Bazlen gegründet, die zuvor beim Verlag Einaudi gearbeitet hatten. Von Anfang an dabei war der damals 21-jährige Anglistik-Student Roberto Calasso, der 1999 Verlagsleiter wurde. Unmittelbarer Anlass für die Gründung war das große Projekt der ersten kritischen Nietzsche-Ausgabe von Giorgio Colli und Mazzino Montinari, die bei Einaudi nicht zu realisieren war. Sie erschien ab 1964 in italienischer Übersetzung bei Adelphi, später, ab 1967, auch im deutschen Original bei De Gruyter.
Weitere deutschsprachige Autoren, deren italienische Übersetzungen bei Adelphi erscheinen, sind etwa Ingeborg Bachmann, Elias Canetti, Hugo von Hofmannsthal, Karl Kraus, Joseph Roth, Carl Schmitt, Arthur Schnitzler, Arthur Schopenhauer, Max Stirner, Johannes Urzidil und Frank Wedekind. Bekannte internationale Autoren sind etwa Milan Kundera und Vladimir Nabokov.
Italienische Autoren bei Adelphi sind u. a. Roberto Calasso, Guido Ceronetti, Benedetto Croce, Carlo Dossi, Ennio Flaiano, Fleur Jaeggy, Tommaso Landolfi, Giorgio Manganelli, Guido Morselli, Salvatore Satta, Alberto Savinio, Leonardo Sciascia, J. Rodolfo Wilcock.